# Universiade d'hiver de 2013
Navigation
Édition précédente Édition suivante
L'Universiade d'hiver de 2013 est la 26e édition des Universiades d'hiver. Elle se déroule dans la province autonome de Trente en Italie, du 11 au 21 décembre 2013.
Initialement prévue à Maribor, en Slovénie, la Province autonome de Trente fut finalement choisie pour une question budgétaire. Le calendrier a également été adapté en raison des contraintes des Jeux olympiques d'hiver de 2014.
La Russie est la nation qui finit en tête du classement.